# Малімб
Малі́мб (Malimbus) — рід горобцеподібних птахів родини ткачикових (Ploceidae). Представники цього роду мешкають в Західній і Центральній Африці.

## Види
Виділяють десять видів:
- Малімб камерунський (Malimbus coronatus)
- Малімб болотяний (Malimbus cassini)
- Малімб помаранчевоволий (Malimbus racheliae)
- Малімб жовтоволий (Malimbus ballmanni)
- Малімб чорнощокий (Malimbus scutatus)
- Малімб нігерійський (Malimbus ibadanensis)
- Малімб червоноволий (Malimbus nitens)
- Малімб червоношиїй (Malimbus rubricollis)
- Малімб червоний (Malimbus erythrogaster)
- Малімб чубатий (Malimbus malimbicus)

За результатами молекулярно-генетичного дослідження родини ткачикових деякі дослідники пропонують включити до роду Малімб (Malimbus) низку видів з поліфілітичного роду Ткачик (Ploceus). Однак Міжнародна спілка орнітологів поки не визнала подібну класифікацію.

## Етимологія
Рід отримав назву Malimbus на честь міста Малімбо (сучасне Малембо в ангольській провінції Кабінда).